# Gregor Traber
Gregor Traber (2 de diciembre de 1992) es un deportista de Alemania que compite en atletismo. Ganó una medalla de bronce en el Campeonato Europeo de Atletismo por Equipos de 2019, en la prueba de 110 m vallas.